# 지텔만 증후군
지텔만 증후군(Gitelman syndrome) 또는 기텔만 증후군, 지틀만 증후군은 콩팥 내 원위세뇨관의 결함에 의한 유전적 희귀질환이다. 이 질환이 발병된 환자의 콩팥은 나트륨, 마그네슘, 염화물, 칼륨을 재흡수하는 기능이 상실되어 필요 전해질이 소변을 통해 배출되며, 이로 인해 대사성 알칼리증, 저칼륨혈증 등이 나타난다. 또한 지텔만 증후군에 의해 발현된 질환으로 인해 근육 경련이나 허약감, 주기성 사지마비 등의 2차적인 증상이 발현될 수 있다.
바터 증후군과 혼동되기 쉬우며, 지텔만 증후군과 달리 바터 증후군은 헨레 고리의 굵은 상행각(thick ascending limb (TAL))에서 유전적 원인에 의한 결함이 발견된다.
한편, 이 질환은 1966년 힐렐 지텔만(Hillel Gitelman)에 의해 발견되었고, 발견된 학자의 이름을 따 명명되었다.

## 발병

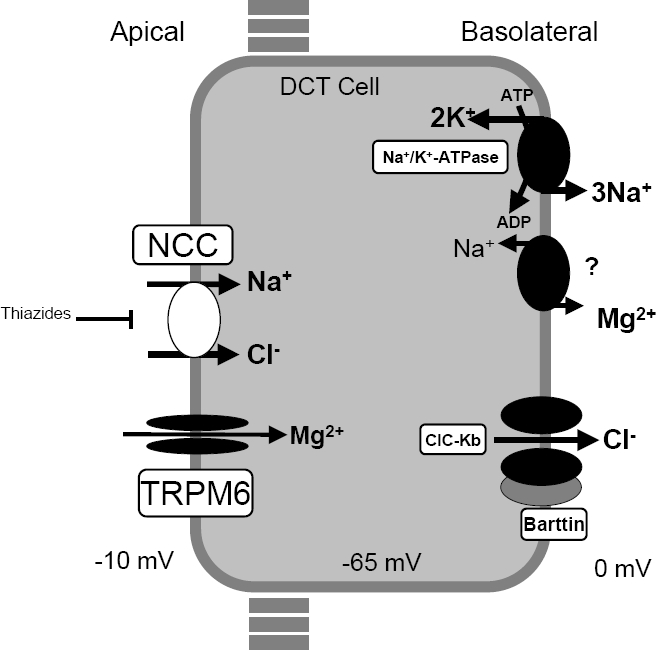
원위세뇨관에서의 물질 이동을 나타낸 그림

지텔만 증후군은 상염색체 열성 유전의 성향을 띤다.

대부분의 지텔만 증후군 환자들에서 SLC12A3 유전자의 돌연변이가 관찰된다. 이러한 돌연변이는 SLC12A3 유전자가 티아지드계 이뇨제에 작용하는(thiazide-sensitive) NaCl cotransporter (이하 NCC)를 부호화하는 기능을 상실하게 만든다. NCC는 네프론(신단위)의 한 부분인 원위세뇨관에서의 전해질 항상성을 조절하는 역할을 한다.
정상인의 신장 내의 원위세뇨관에서는 염화나트륨(NaCl)이 NCC를 통해 세포로 들어오고, 기저측면 Cl- 이온 채널(basolateral Cl- channel (ClC-Kb))과 Na+/K+ ATP효소(ATPase)를 통해 세포를 빠져나가야 한다. 그리고 이러한 과정은 꼭지면 막(apical membrane)에서 발견되는 TRPM6 Mg2+ 이온 채널과 기저측면 막(basolateral membrane)에 있는 추정상 Na/Mg 이온 교환체(putative Na/Mg exchanger)에 의해 조절되어야 한다. 그러나 지텔만 증후군에 걸린 환자는 NCC의 기능 소실로 인해 이러한 과정이 원활하지 않다.
따라서 지텔만 증후군 환자는 전해질 항상성이 유지되지 않으며, 각종 전해질 이상 질환이 수반된다. 또한, 지텔만 증후군은 상염색체 열성 유전 질환으로 결함이 있는 대립유전자가 부모 유전자에 각각 존재할 때 발병하게 된다. 유병율은 100만명 당 25명으로 추정되고, 백인 인구의 약 1%가 이형접합체를 가지고 있다.

## 증상
지텔만 증후군에 걸린 환자들의 증상은 장기적인 티아지드계 이뇨제 처방을 받는 환자들의 증상과 동일하며, 저마그네슘혈증과 저칼슘뇨증, 속발성 알도스테론증에 의해 저칼륨혈증과 대사성 알칼리증이 동반되는 것이 특징이다.
발현 증상으로는 대사성 알칼리증, 저칼륨혈증이 있으며, 저칼슘뇨증과 저마그네슘혈증은 대부분의 환자에서 발현되지만 일부 환자에서는 발현되지 않을 수 있다. 또한 고든 증후군(Gordon's syndrome) 환자와는 달리, 지텔만 증후군 환자는 정상 혈압 혹은 약간의 저혈압을 보인다. 그리고 대체로 증상이 없는 가운데 근육 경련이나 허약감 등이 피로와 신경 과민 등으로 나타날 수 있으나, 환자에 따라서 주기성 사지마비(테타니) 및 감각 이상과 같은 심각한 증상이 있을 수 있다. 또한 저칼륨혈증과 저마그네슘혈증은 심장 근육세포의 활동전위를 연장시켜, 심실성 부정맥의 발생 위험을 높일 수 있다.
이렇게 환자들 간 증상에 차이가 나는 것은 유전적 환경의 차이와 NCC 단백질 변이과정에서의 특정 아미노산에 따른 결과로 보인다.

## 치료
지텔만 증후군은 유전적인 결함에 의한 질환이다. 따라서 근본적인 치료는 불가능하고, 대신 발병 시 수반되는 저칼륨혈증과 저마그네슘혈증을 억제하기 위해 산화 마그네슘(MgO)과 같은 마그네슘 제재와 염화 칼륨(KCl) 등의 칼륨 제재를 꾸준히 섭취하고, 고나트륨 및 고칼륨 식이를 하는 것이 대표적인 치료 방법이다. 이러한 치료 과정을 통해 환자는 저칼륨혈증과 저마그네슘혈증으로 인한 주기성 사지마비나 부정맥 등의 심각한 증상을 예방할 수 있다. 해당 질환의 장기적 예후는 양호한 편이다.
한편, 저칼륨혈증이 앞의 두 제재로 교정이 되지 않을 경우, 칼륨 제재와 함께 아밀로라이드 등의 칼륨 보존성 이뇨제 및 알도스테론 억제제를 투여하는 방법이 고려될 수 있다. 한편, 해당 질환 환자가 성장 지연이 있는 경우 성장 호르몬 치료를 병행하면 성장 지연과 해당 질환으로 인한 저마그네슘혈증이 개선될 수 있다는 보고도 존재한다.